# John Baptist Odama
John Baptist Odama (Riki-Oluku, 29 de junho de 1947) é um padre e arcebispo ugandense de Gulu.
O Bispo de Arua, Angelo Tarantino MCCJ, o ordenou sacerdote em 14 de dezembro de 1974. 
O Papa João Paulo II o nomeou Bispo de Nebbi em 23 de fevereiro de 1996. O arcebispo de Kampala, cardeal Emmanuel Wamala, concedeu-lhe a consagração episcopal em 26 de maio do mesmo ano; Co-consagradores foram Frederick Drandua, bispo de Arua, e Martin Luluga, bispo de Gulu.
Em 2 de janeiro de 1999 foi nomeado Arcebispo de Gulu.